# Торба (Варезе)
Торба је насеље у Италији у округу Варезе, региону Ломбардија.
Према процени из 2011. у насељу је живело 153 становника. Насеље се налази на надморској висини од 248 м.